# Димитър Пенев
Димитър Душков Пенев (роден на 12 юли 1945 г.), наричан по прякор Пената, е бивш български футболист, защитник, както и треньор по футбол. Една от най-значимите фигури в историята на българския футбол.
Клубна легенда на ЦСКА София, играл също и в Локомотив София. Има общо 364 мача и 25 гола в А група. По време на 15-годишната си състезателна кариера печели 13 трофея. Два пъти е обявяван за Футболист № 1 на България. С националния отбор участва на три световни първенства.
Като помощник-треньор и старши треньор на ЦСКА печели общо 12 трофея. Като селекционер на България извежда отбора до бронзовите медали на световното първенство в САЩ'94. Обявен за треньор №1 на ХХ век на България.

## Състезателна кариера

### На клубно ниво
Пенев е родом от с. Мировяне. Истинската му рождена дата е 10 юли, но родителите му го записват два дни по-късно и по документи се води, че е роден на 12 юли. Юноша на Локомотив (София). Включен е в първия състав на 17-годишна възраст през сезон 1962/63, когато изиграва 7 мача в А група. През следващия сезон 1963/64 вече е основен футболист на „железничарите“. По време на кампанията изиграва 28 мача и бележи 1 гол, като с отбора печели титлата на България.
През лятото на 1964 г. Пенев е привлечен в ЦСКА (София). В продължение на 13 сезона е основен стълб в защитата на „армейците“. Става 7 пъти шампион на България, а освен това печели 5 пъти националната купа. Изиграва за ЦСКА 329 мача в А група и реализира 24 попадения. На 3-то място във вечната ранглиста на клуба по участия в елитното първенство. Изиграва също 39 мача и 1 гол в евротурнирите. През 1966/67 с ЦСКА достига до полуфинал в КЕШ. Именно през този сезон бележи и единственият си европейски гол. На 28 септември 1966 г. вкарва едно от попаденията за успеха с 3:1 срещу гръцкия Олимпиакос.

### Национален отбор
Пенев дебютира за националния отбор на 18-годишна възраст още като футболист на Локомотив (София). Това се случва на 18 март 1964 г. в контрола срещу Югославия (0:1). Играе за България в продължение на 13 години, в които записва общо 90 мача и вкарва 2 гола.
Участник на три световни първенства – Англия'66, Мексико'70 и Германия'74, като играе във всички 9 мача на България от въпросните мондиали. През 1971 г. и 1972 г. в 15 мача е капитан на националния отбор. След това извежда отбора с лентата на ръката си още веднъж през 1974 г.

## Треньорска кариера
Пенев завършва висшата треньорска школа във ВИФ „Георги Димитров“. Започва треньорската си кариера през 1977 г., когато е назначен за наставник на втородивизионния Димитровград. Води отбора в продължение на два сезона в Южната Б група.
През 1979 г. влиза в щаба на Аспарух Никодимов в ЦСКА като помощник-треньор. Остава на тази позиция 4 години. В този период „армейците“ стават четири поредни пъти шампиони, веднъж печелят купата, а освен това достигат до полуфинал в КЕШ през сезон 1981/82.
През 1983 г. заминава за Кувейт, където в продължение на 2 години е наставник на Ал Ярмаук. През лятото на 1985 г. се завръща в ЦСКА като помощник на Серги Йоцов, а през декември 1985 г. е назначен за старши треньор на клуба. Води отбора до август 1990 г. Под негово ръководство са спечелени три шампионски титли, три национални купи, три купи на съветската армия и една суперкупа. Извежда ЦСКА до полуфинал в КНК през 1988/89 и до четвъртфинал в КЕШ през 1989/90. Утвърждава в основния състав голямото трио в атака Емил Костадинов, Христо Стоичков и Любослав Пенев.
През 1991 г. Пенев е назначен за селекционер на националния отбор. Под негово ръководство България се класира на четвърто място на Световното първенство в САЩ'94. След това за първи път в историята класира отбора за финали на Европейско първенство в Англия'96.
През 1997 г. застава начело на Ал Насър от Саудитска Арабия, а през пролетта на 1998 г. води Спартак (Варна). На 23 май 1998 г. се завръща като старши треньор в ЦСКА. Под негово ръководство като основни играчи в състава се налагат Стилиян Петров, Мартин Петров и Димитър Бербатов. Извежда отбора до Купата на България през 1998/99. По време на същия сезон обаче „армейците“ регистрират най-голямата си загуба в историята. На 29 ноември 1998 г. губят с 0:8 гостуването си на Литекс (Ловеч). Пенев остава начело на ЦСКА до март 2000 г.
Обявен е за треньор №1 на ХХ век на България. Награден с орден „Стара Планина“ – първа степен. Почетен гражданин на София. През 2001 г. е назначен за консултант в Литекс, а през 2003 г. е начело на китайския Лионинг. На 19 септември 2005 г. е избран за председател на „Клуба на ветераните и деятелите“ на ЦСКА. През април 2006 е назначен за главен мениджър в ЦСКА. На 30 юли 2007 г. се завръща за няколко месеца като селекционер на националния отбор. От януари 2008 г. е директор на младежкия и на юношеските национални отбори.
След като ЦСКА е изваден от евротурнирите през лятото на 2008 г. заради финансова криза, а повечето футболисти напускат, става наставник на отбора за трети път в треньорската си кариера. Сглобява състав, който печели Суперкупата на България. Остава на поста до март 2009 г., когато е заменен от племенника си Любослав Пенев. През 2016 г. е избран за почетен президент на ЦСКА, член на надзорния съвет и председател на УС на клуба.

## Успехи

### Като футболист
Локомотив (София)
- А група –  Шампион: 1963/64

ЦСКА (София)
- А група –  Шампион (7): 1965/66, 1968/69, 1970/71, 1971/72, 1972/73, 1974/75, 1975/76

- Национална купа –  Носител (5): 1964/65, 1968/69, 1971/72, 1972/73, 1973/74

Индивидуални
- Футболист № 1 на България (2): 1967, 1971

### Като треньор
ЦСКА (София)
- А група –  Шампион (3): 1986/87, 1988/89, 1989/90
- Купа на България –  Носител (4): 1986/87, 1987/88, 1988/89, 1998/99
- Купа на Съветската армия –  Носител (3): 1985/86, 1988/89, 1989/90
- Суперкупа на България –  Носител (2): 1989, 2008

България
- Световно първенство – 4-то място- Бронзов медалист: 1994